# Dan Perjovschi
Dan Perjovschi (n. 29 octombrie 1961, Sibiu, România) este un desenator, ilustrator, scriitor, jurnalist și autor de performance român. Lucrările sale de artă reprezintă o combinație între desene, desene animate, artă brută și graffiti și se află temporar pe pereții muzeelor sau altor spații contemporane din lume. Perjovschi abordează teme sociale de actualitate în operele sale și a avut un rol important în cultura românească, fiind ilustrator și autor de articole pentru Revista 22 din București. A avut expoziții în Statele Unite ale Americii, Portugalia, Spania, Germania, Ungaria, Suedia, Norvegia, Elveția, Marea Britanie, Germania, Mexic, Brazilia, Coreea de Sud, China etc. În prezent, locuiește și lucrează în București și Sibiu.

## Educație
În intervalul 1972-1980 a urmat Liceul de artă din Sibiu. Între anii 1980 și 1984 a urmat cursurile Academia de Artă din Iași, ca după 1990 să meargă la București, unde după debutul din revista tinerilor Contrapunct, s-a alăturat Revistei 22, primul săptămânal independent din România, editată de prestigioasa organizație anticomunistă Grupul pentru Dialog Social.

## Expoziții personale și proiecte - selecție
- 2011 - "Not Over" Muzeul de artă modernă MACRO Roma; "The News after the News" total Museum of Contemporary Art, Seul;"Hong Kong First" Parasite Space Hong Kong; " Board, Mail and Wire drawing" Galeria Gregor Podnar Berlin;"The Painting, the Drawing and Other objects and Situations" Kunsverein Luebeck and Kunstverein Lingen (impreuna cu Victor Man); „Cioran în stradă“ intervenții urbane în București (proiect organizat de Institutul Francez); "Muzeul cunoasterii (lia) și alte povestiri (dan)" Club Electroputere Craiova și Magma Sf.Gheorghe (împreună cu Lia Perjovschi);

- 2010 - “Late News” Institute for Contemporary Culture, ROM Toronto; “Drawing Institute” San Francisco Institute of the Arts, San Francisco; “Chalk Reality” Museum of Contemporary Art, Novi Sad; “Lia Perjovschi Knowledge Museum & Dan Perjovschi Time Specific”, Espai d’Art Contemporani Castellon; “Dan Perjovschi S.A” CIV Bucharest; “Where are we now?” Ulm Kunstverein; “Central Court” Spencer Museum, Kansas University.

- 2009 - “Draw-undraw-Redraw. Che Fare? series, Castello di Rivoli, Turin; “Free style” Galerie Michel Rein Paris; "ring me" Kunstverein Salzburg;

- 2008 - “Recession” Ludwig Forum Aachen; “All over” Wiels Center for Contemporary Art Brussel; "Chestii tipărite", Galeria Posibila, Bucuresti;

- 2007 - “What Happens to US? Project 85, MoMA New York; I am not Exotic I am Exhausted” Basel Kunsthalle; “States of Mind. Lia&Dan Perjovschi”, Nasher Museum of Art at Duke University;

- 2006 - “The Room Drawing”, Tate Modern London; “Perjovschi”, Vanabbe Museum Eindhoven; “On the other hand”, Portikus, Frankfurt;

- 2005 - “Naked Drawings“, Ludwig Museum Köln;

- 1999 “rEST”, 48th Venice Biennial, Romanian Pavillion (with SubReal)[8];

## Expoziții de grup - selecție
- 2011 - "Project Europa" Columbia University New York; "Black&White" Muzeul de arta moderna MOMA Varsovia; "The power of Doubt" Muzeul Colectiilor al Fundatiei ICO Madrid; "Survival festival" Riga; "Dublin Contemporary" Bienala de arta Dublin; Bienala de arta Algier;

- 2010 - “The Promises of the Past” Centre Pompidou Paris; “Project Europa” Harn Museum of Art, University of Florida Gainesville; “Focus Lodz. From the Square of Independence to the Square of Freedom” Lodz Biennial; “Freedom of Speech” Hamburg Kunstverein, NBK Berlin; “Nothing is forever” South London Gallery, London; “The More I Draw” Kunstmuseum Siegen.

- 2009 - “The Speectacle of the Everyday” the 10th Lyon Biennial; “Subversive Practices. Art during dictatorships” Wurttenbergischer Kunstverein Stuttgart; “Seriously Funny” SMOCA Scottsdale; “Invisible borders. Europe XXL”, TriPostal, Lille;

- 2008 - “Revolutions. Form That Turns” The 16th Sydney Biennial; “Fifth floor” Tate Liverpool;

- 2007 - “Feeling with your mind, thinking with your senses”, 52 Venice Biennial; “Le Nuage Magellan“, Space 315, Centre Pompidou, Paris; “Brave New Worlds” Walker Art Center Minneapolis;

- 2006 - The Vincent Biennial Award, Stedelijk Museum Amsterdam; Give (a) way, The 6th International Limerick Biennial, “Unhomely”, International Biennial of Contemporary Art of Seville (BIACS), Seville, Spain;
- 2005 - “New Europe. The Culture of Mixing and Politic of Representation” Generali Foundation Wien; “Istanbul”, The 9’th Istanbul Biennial; “I still believe in Miracles. Dessins sans papier” ARC Musee d’Art Moderne de la Ville de Paris, Couvent de Cordeliers, Paris;

- 2003 - “Open City-Models for Use” Kokerei Zollverein, Zeitgenossische Kunst und Kritik, Essen;
- 2000-2001 - “Arteast Collection, 2000+”Moderna Galerija Lublijana SL, Orangerie Innsbruck, A and ZKM Karlsruhe,
- 1999 - "Body and the East" Moderna Galerija Ljubjana, Exit Art New York
- 1999-2001 - "After the Wall" Moderna Museet Stockholm, Ludwig Museum Budapest, Hamburger Bahnhoff Berlin

- 1998 - Manifesta 2, Luxembourg;
- 1995-1996 - "Beyond Belief', Chicago Museum of Contemporary Art and Institute of Contemporary Art Philadelphia

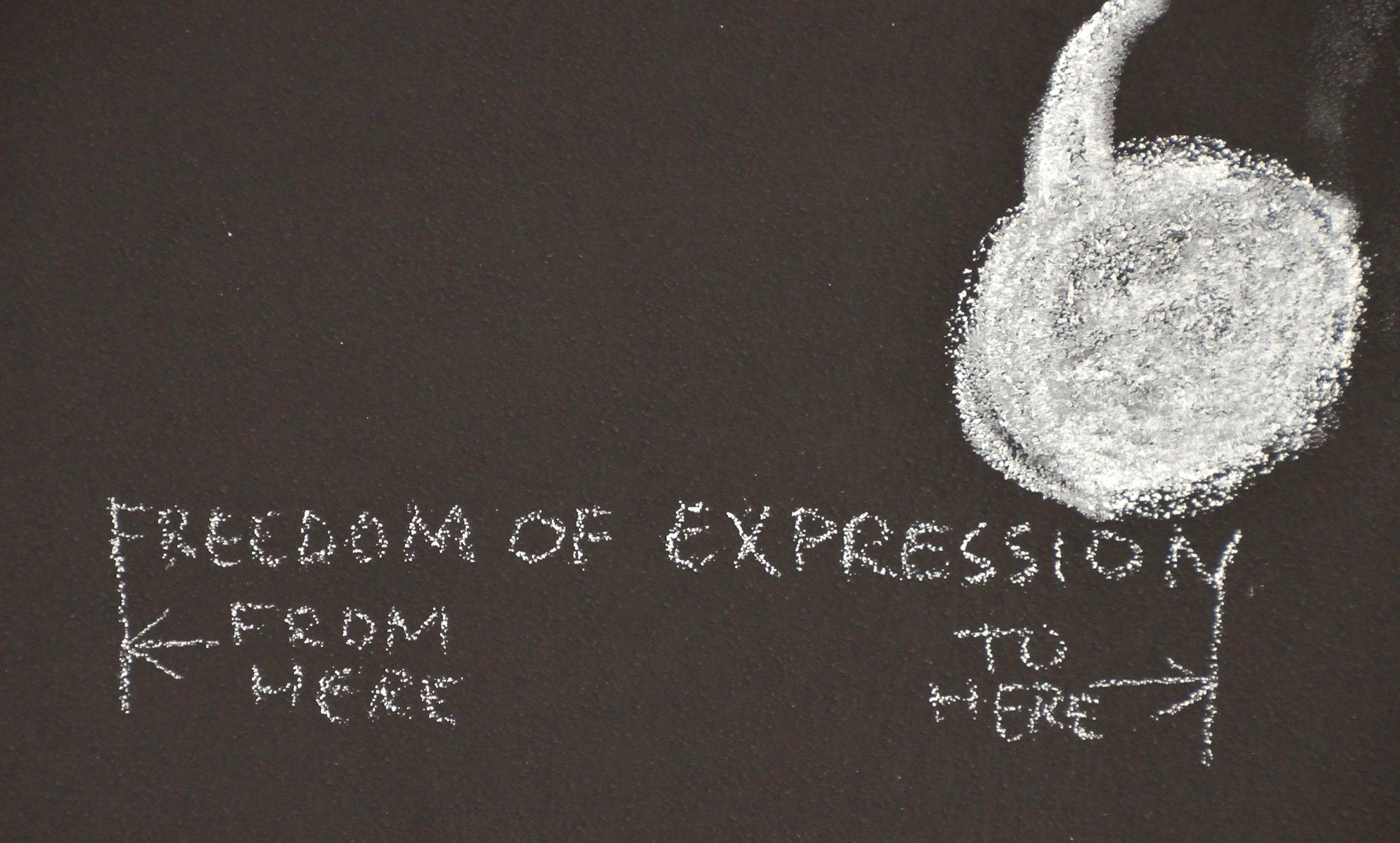
Desene pe centura neagră de Dan Perjovschi la MuseumsQuartier, Viena
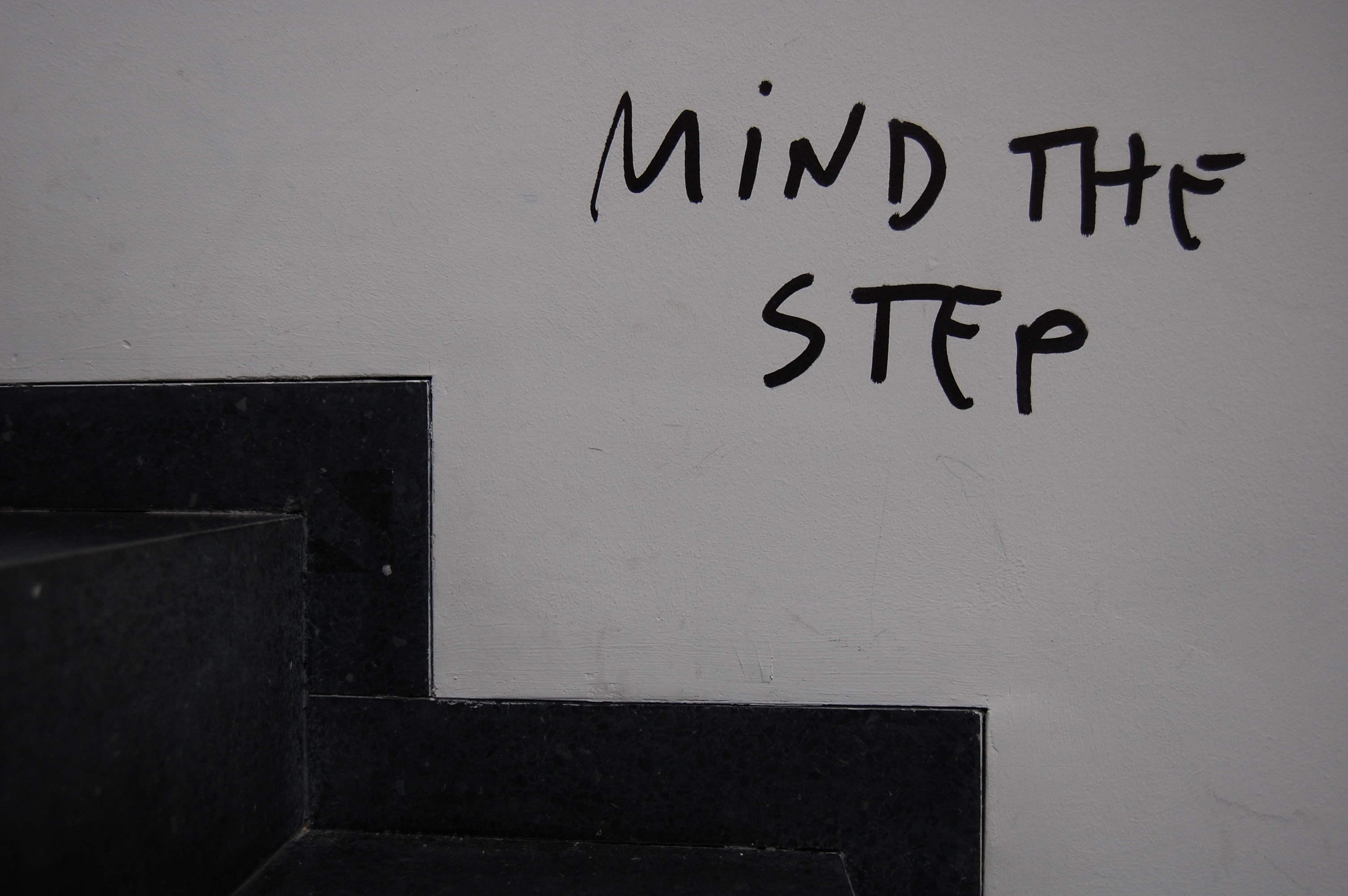
Dan Perjovschi- Mind the step, Van Abbemuseum, Einhoven, 2010
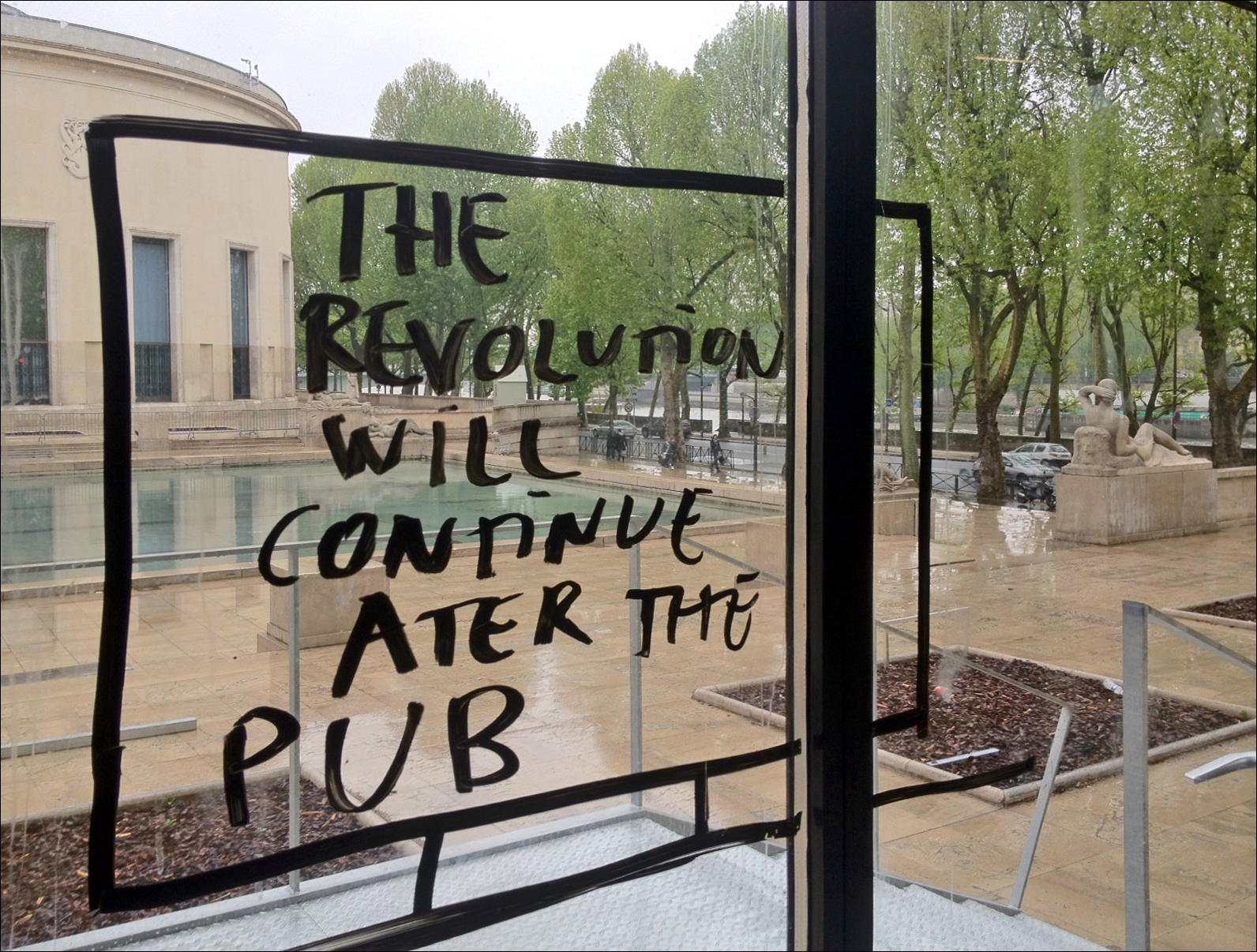
Dan Perjovschi la Triennale, Palais de Tokyo, Paris,2012

## Cărți de autor
- Postcards from America. Edited by Karen Davidson. Essay by Kristine Stiles. New York: Pont La Vue Press, 1995.
- Castle Stories. Edited by Patricia Corbett. La Napoule, France: Edition La Mancha and La Napoule Art Foundation, 2000.
- Vis-à-vis, Editura Nemira, București, 2000.
- I Draw - I Happy. Edited by Lutz Becker. Köln: Schnittraum and Verlag der Buchhandlung Walter König, 2004.
- Toutes Directions. Edited by Dominique Abensour and Marc Geerardyn. Quimper, France: Le Quartier Centre d’art contemporain de Quimper, 2005.
- Human Natural Desaster. Edited by Lutz Becker and Uwe Kock, Köln: Flypaper, 2005
- My World- Your Kunstraum, Edited by Stefan Bidner. Innsbruck: Kunstverein and Verlag der Buchhandlung Walter König, 2006.
- Non-Stop 1991-2006: 22 Magazine / Revista 22, București. Paris: Onestar Press, 2006.
- A Book with an Attitude. Edited by Jean Paul Felley and Olivier Kaeser. Edited by Jean-Paul Felley and Olivier Kaeser. Geneva: Edition et Diffusion Attitudes, 2007.
- Postmodern Ex-Communist. Editată de Marius Babias., Sabine Hentsch. Cluj, Romania: IDEA, and Verlag der Buchhandlung Walter König, 2007.
- Dan Perjovschi. Mad Cow, Bird Flu, Globall Village. Verso: London 2007
- Love 196, Fuck 2008. Edited by Jean Paul Felley and Olivier Kaeser. . Edited by Jean-Paul Felley and Olivier Kaeser. Geneva: Edition et Diffusion Attitudes, Kunsthalle Basel, 2008.
- București, Brussel, Chisinau. Editată de Matei Caltia. București, Galeria Posibila 2008
- The Cologne Crime, Edition Worpswede 2008

## Premii
- 2013 Fundatia Culturală Europeană - "premiul Printesa Margriet"
- 2009 Cetățean de onoare al orașului Sibiu
- 2004 Premiul George Maciunas
- 2001 Premiul Henkel pentru desen contemporan
- 1999 Premiul Fundației pentru Drepturile omului „Gheorghe Ursu”

## Distincții
- Ordinul național „Steaua României” în grad de Cavaler (1 decembrie 2000) „pentru realizări artistice remarcabile și pentru promovarea culturii, de Ziua Națională a României”[9]